# Émile Claeys
Émile Frédéric Corneille Claeys (né à Waregem le 26 mai 1884, mort à Dinant le 19 janvier 1963) est un ingénieur civil des ponts et chaussées, promoteur des autoroutes en Belgique.

## Carrière
Né à Waregem (Flandre Occidentale) le 26 mai 1884, Émile Claeys était ingénieur des constructions civiles de l'Université de Louvain, où il conquit son grade en 1907. Il entra à l'Administration des Ponts et Chaussées en 1908, et fut, jusqu'en 1909, ingénieur stagiaire au service spécial de la Côte. Il fut ensuite ingénieur des Ponts et Chaussées, chargé du Service de l'arrondissement de Maeseyck et du Service des routes du bassin houiller du Nord. 
En 1914, Émile Claeys se mit à la disposition des autorités militaires à Dunkerque. Jusqu'en 1916, il fut adjoint au commandant du Service des routes à l'armée de campagne, pour le secteur Nieuport-Dixmude, puis chef du secteur nord de ce service, avant d'être directeur du deuxième groupement routier.
Après la guerre, Émile Claeys fut ingénieur des Ponts et Chaussées, chef d'arrondissement de Dinant. En 1928, il fut chargé du Service Spécial de remise en état du réseau routier de la province de Namur, et, de 1931 à 1939, il fut ingénieur en chef-directeur des Ponts et Chaussées à Bruges, chargé du Service de la Flandre Occidentale. Puis, il fut, successivement, chargé du même service à Bruxelles, pour la province de Brabant et inspecteur général des bâtiments civils au ministère des Travaux Publics.
En 1939, il fut chef de cabinet du ministre des Travaux Publics. 
En 1949, il était admis à la retraite, avec le grade d'inspecteur général honoraire des Ponts et Chaussées et directeur général honoraire du ministère des Travaux publics.
De 1940 à 1951; il fut administrateur de la Société nationale des Chemins de fer vicinaux.
Il décède à Dinant le 19 janvier 1963.

### Missions pour le gouvernement belge
- Émile Claeys fut le promoteur, en Belgique, de la politique de création d'autostrades. Avec l’aide de l’ingénieur Dewulfe, il put convaincre le ministre de l’époque, Hendrik De Man, de dégager des crédits pour la construction d’autoroutes en Belgique. C’est ainsi que de 1935 à 1946, il fut chargé du service spécial de construction de l'autostrade Ostende-Bruxelles.
- De février à juillet 1928, Émile Claeys fut délégué par le gouvernement belge auprès du Gouvernement égyptien, à titre de conseiller technique. C'est là qu'il fit réaliser plusieurs routes de grandes communications et qu'il réorganisa les Services des Ponts et Chaussées de ce pays.
- Il fut aussi, en 1934, délégué du ministère des Travaux Publics au Congrès international de la Route, à Munich, et, en 1938 à La Haye.
- En 1935, il était également délégué au Congrès international de Budapest pour la création de la route Londres-Istanbul.

## Publications
Émile Claeys a laissé de très nombreux travaux techniques et scientifiques, notamment sur la reconstruction des ponts de Dinant et de Heer-Agimont (1926-1927); les enduisages d'empierrements en France et les revêtements spéciaux de la voirie parisienne; sur les routes en Palestine, en Allemagne, en Angleterre, en Hongrie, en Hollande; sur les autostrades d'Allemagne et plusieurs ouvrages d'art en divers pays; sur l'intensité des vibrations, les moyens propres à combattre la dégradation des revêtements asphaltiques par les plantes à rhizomes, la résistance des routes au trafic lourd en hiver. Il présenta aussi de nombreux rapports et études lors de congrès internationaux.

## Honneurs
- Sa conduite pendant la guerre de 1914-1918 lui valut la Croix de guerre avec palme, les médailles commémoratives et de la Victoire, et sept chevrons de front.
- Commandeur de l'Ordre de Léopold
- Grand Officier de l'Ordre de la Couronne
- Grand Officier de l'Ordre de Léopold II
- Commandeur de l'Ordre de Vasa (Suède)